# Бейтінг-Голлоу (Нью-Йорк)
Бейтінг-Голлоу (англ. Baiting Hollow) — переписна місцевість (CDP) в США, в окрузі Саффолк штату Нью-Йорк. Населення — 2763 особи (2020).

## Географія
Бейтінг-Голлоу розташований за координатами 40°57′53″ пн. ш. 72°44′25″ зх. д. / 40.96472° пн. ш. 72.74028° зх. д. (40.964623, -72.740315).  За даними Бюро перепису населення США в 2010 році переписна місцевість мала площу 8,32 км², уся площа — суходіл.

## Демографія
Згідно з переписом 2010 року, у переписній місцевості мешкали 1642 особи в 719 домогосподарствах у складі 463 родин. Густота населення становила 197 осіб/км².  Було 1208 помешкань (145/км²).
Расовий склад населення:
| - 96,8 % — білих - 0,9 % — чорних або афроамериканців - 0,7 % — азіатів - 0,1 % — вихідців з тихоокеанських островів - 0,1 % — корінних американців |

До двох чи більше рас належало 0,5 %. Частка іспаномовних становила 6,0 % від усіх жителів.
За віковим діапазоном населення розподілялося таким чином: 15,5 % — особи молодші 18 років, 64,8 % — особи у віці 18—64 років, 19,7 % — особи у віці 65 років та старші. Медіана віку мешканця становила 51,8 року. На 100 осіб жіночої статі у переписній місцевості припадало 97,1 чоловіків;  на 100 жінок у віці від 18 років та старших — 94,0 чоловіків також старших 18 років.
Середній дохід на одне домашнє господарство  становив 105 162 долари США (медіана — 83 380), а середній дохід на одну сім'ю — 112 966 доларів (медіана — 85 547). Медіана доходів становила 60 521 долар для чоловіків та 45 917 доларів для жінок. За межею бідності перебувало 3,0 % осіб, у тому числі 2,8 % дітей у віці до 18 років та 4,7 % осіб у віці 65 років та старших.
Цивільне працевлаштоване населення становило 756 осіб. Основні галузі зайнятості: освіта, охорона здоров'я та соціальна допомога — 27,9 %, роздрібна торгівля — 18,7 %, транспорт — 9,1 %, науковці, спеціалісти, менеджери — 8,6 %.